# مدينة تارتينا
مدينة تارتينا (بالفرنسية: DP75: Tartina City)‏ فيلم دراما للمخرج التشادي عيسى سيرج كويلو سنة 2007.
في حين أن الدولة التي يتم فيها العمل ما زالت غير محددة، فإن السياق هو سياق التاريخ التشادي في الثمانينيات والتسعينيات. اسم الفيلم مأخوذ من كلمة «ترتينا» (tartina) وهي خليط من الخبز وأمعاء الغنم تُقدّم للسجناء.

## القصة
تدور الأحداث في بلد أفريقي لم يذكر اسمه، حيث تنشط فرقة موت وحشية بقيادة العقيد كولبو (فلكسام محمد). الصحافي أدوم (يوسف دجاورو)، بعد حصوله على جواز سفره، يريد السفر إلى الخارج ليبلغ عن الوضع في بلاده؛ لكن أثناء وجوده في المطار، تم العثور على رسالة تسوية. يُلقى أدوم في أحد سجون كولبو. يبدو أن كل الأمل قد ضاع، لكن أدوم يجد مساعدة غير متوقعة من حواء زوجة كولبو المنفصلة.

## جوائز
حاز الفيلم على جائزة الابتكار في مهرجان مونتريال السينمائي العالمي الحادي والثلاثين. كما فاز بجائزة التحكيم في مهرجان السينما الإفريقية بخريبكة سنة 2008.

## روابط خارجية
- مدينة تارتينا على موقع IMDb (الإنجليزية)
- مدينة تارتينا على موقع ألو سيني (الفرنسية)
- مدينة تارتينا على موقع Turner Classic Movies (الإنجليزية)
- مدينة تارتينا على موقع أول موفي (الإنجليزية)
- مدينة تارتينا على موقع فيلمافينيتي (الإسبانية)
- مدينة تارتينا على موقع قاعدة بيانات الفيلم (الإنجليزية)
- مدينة تارتينا على موقع ليتربوكسد (الإنجليزية)
- مدينة تارتينا على موقع كينوبويسك (الروسية)